# Groupement des touchés
Le groupement des touchés permet, par la pratique, l'analyse de la dispersion de la gerbe des projectiles d'une arme. Ces données permettent entre autres de déterminer le noyau de la gerbe qui entre dans le calcul de la probabilité de toucher un but avec un genre de feu donné et de calculer la quantité de munitions nécessaire pour le traiter.
Lorsqu'on tire avec une seule et même arme, et dans les mêmes conditions, un certain nombre de coups, les projectiles ne suivent pas tous la même trajectoire, cette divergence est appelée dispersion.
Les causes de cette dispersion sont imputables aux petites différences qui distinguent les coups les uns des autres en matières de :
- vitesse initiale ;
- angle de projection (exactitude du point à viser) ;
- poids de la poudre ;
- poids du projectile ;
- forme du projectile ;
- conditions atmosphériques.

## Analyse du groupement des touchés

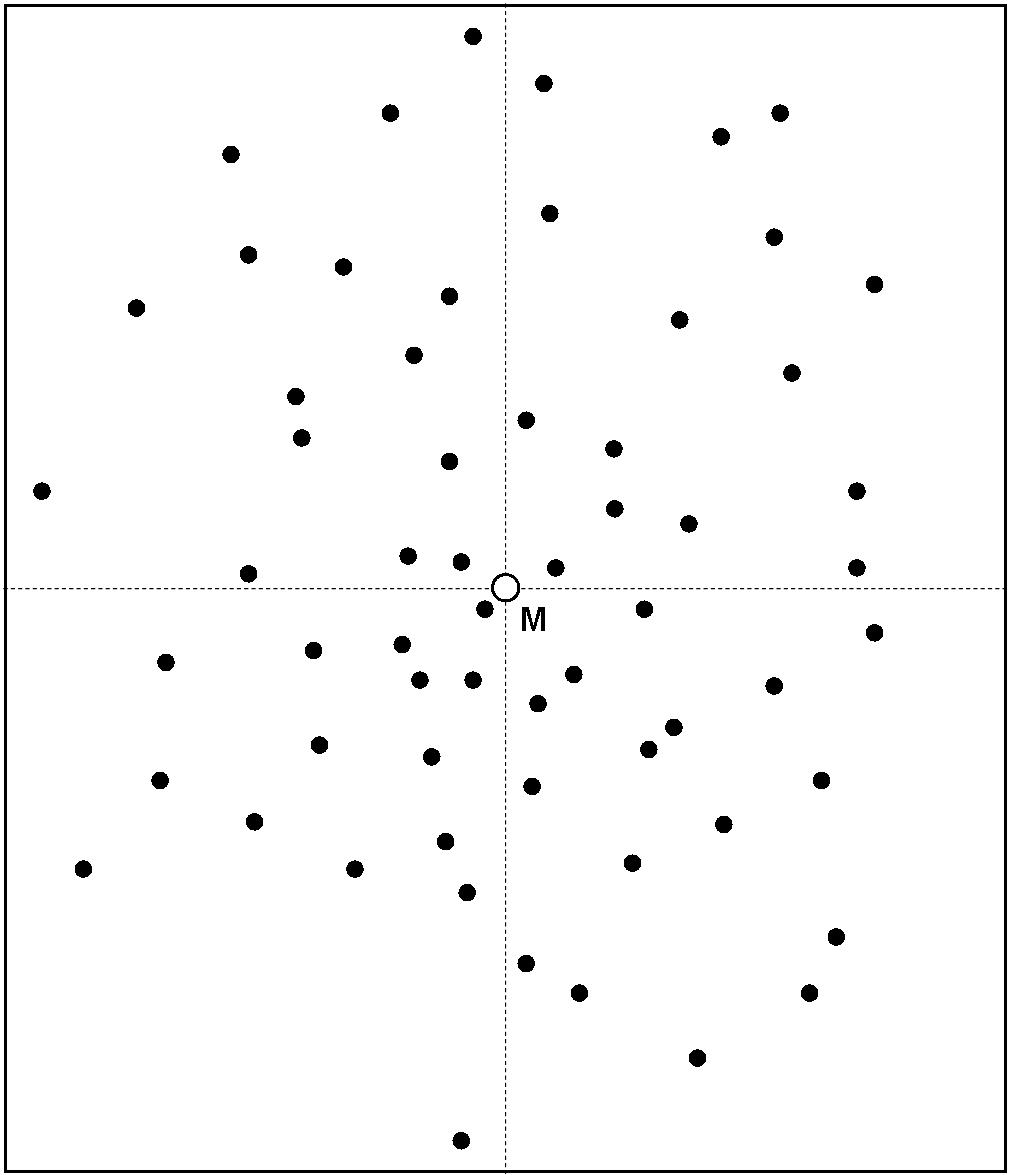
Groupement des touchés

L'analyse du groupement des touchés obtenu en tirant un grand nombre de coups avec la même arme, les mêmes conditions et le même point à viser permet d'énoncer les règles suivantes :
- Forme.

Un plan coupe la gerbe, le groupement des touchés revêt la forme approximative d'une ellipse ou d'un cercle (il est présenté sous la forme d'un rectangle ou d'un carré).
- Limites.

Dans des conditions normales, chaque groupement de touchés possède une limite en dehors de laquelle aucun touché n'est possible.
- Symétrie.

Si l'on trace une ligne verticale et une ligne horizontale passant par le point d'impact moyen d'un groupement réalisé avec de nombreux touchés, ces derniers sont répartis symétriquement par rapport à ces axes.
- Densité.

Plus on s'approche du point d'impact moyen, plus le nombre des touchés augmente, plus on s'en éloigne, moins les touchés sont nombreux.
- Répartition.

Si le nombre des coups est grand, la répartition des touchés s'approche de celle de la courbe de Gauss.

## Ancienne méthodologie

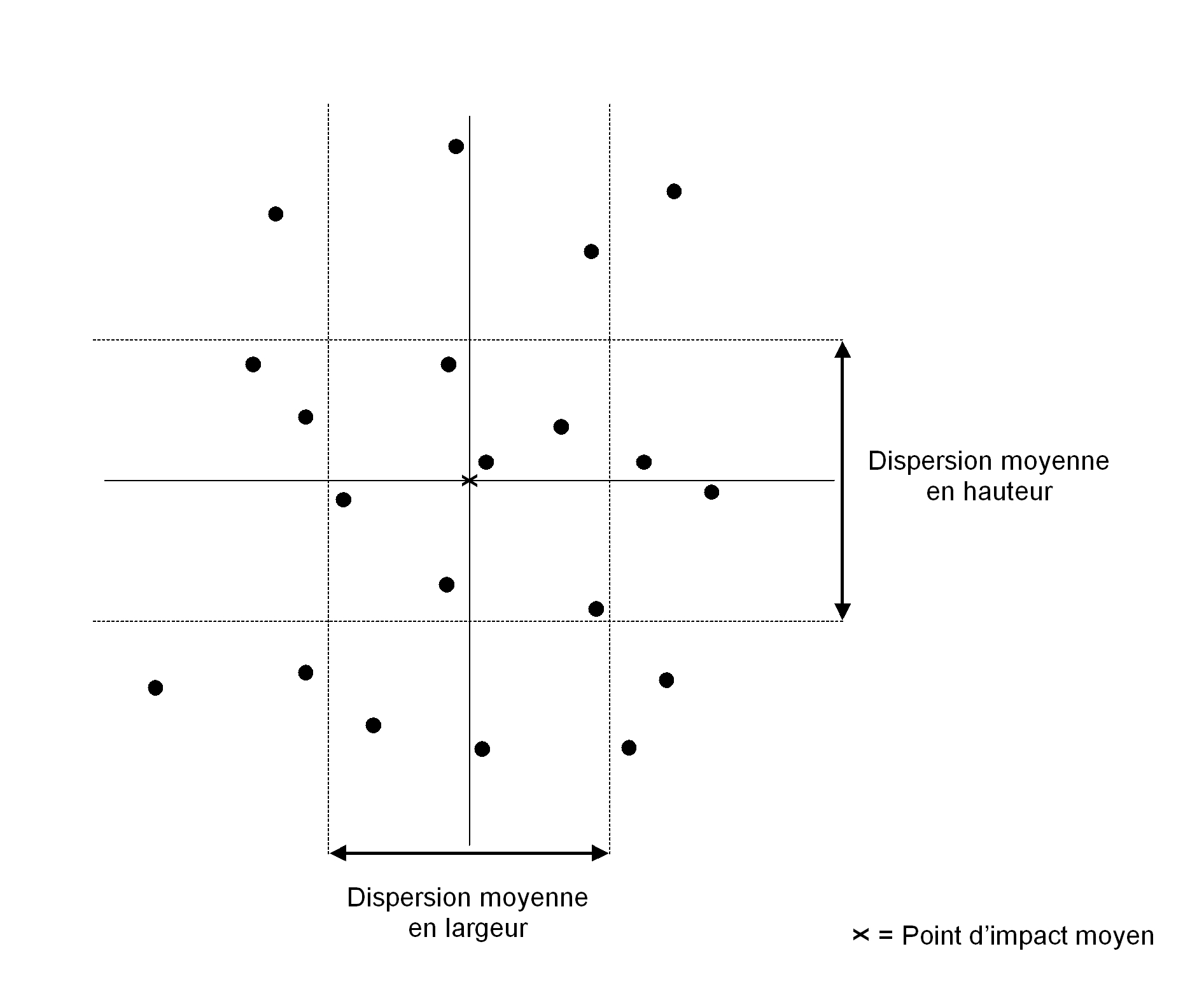
Groupement des touchés, ancienne méthodologie

Dispersion moyenne des coups en largeur et en hauteur d'un fusil isolé.

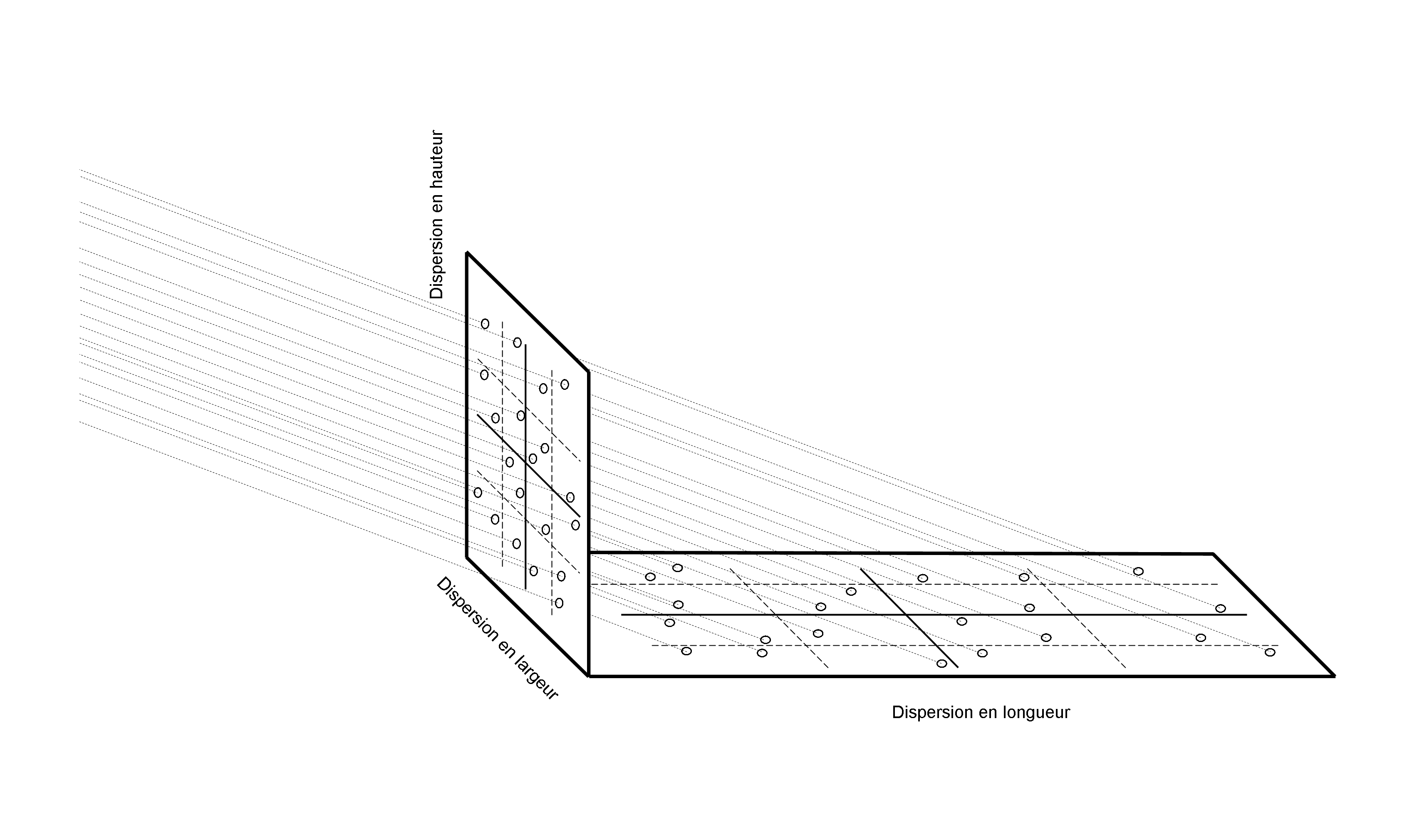
Projection de la dispersion en longueur

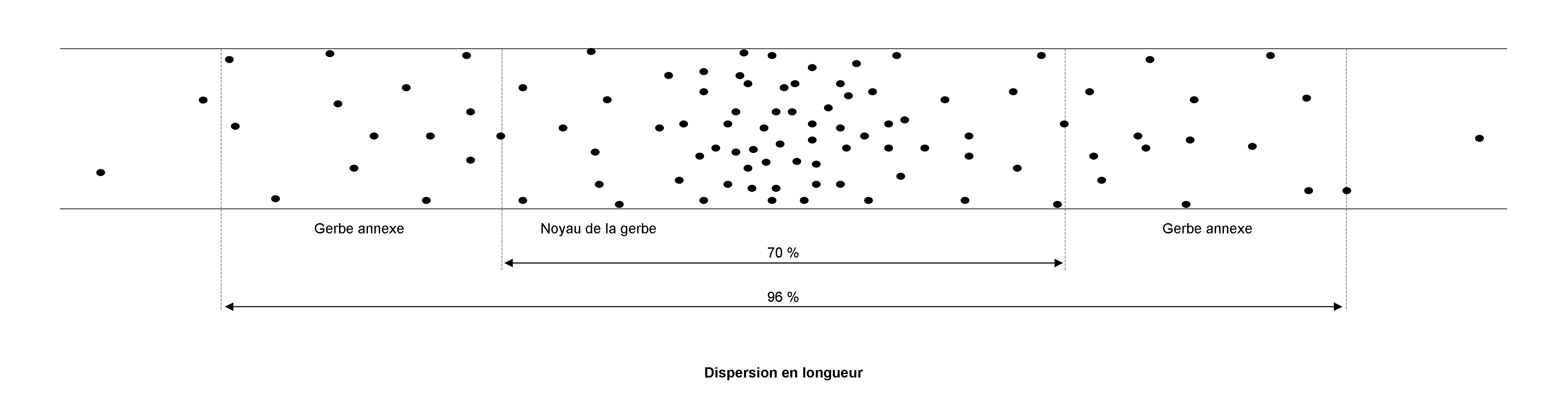
Dispersion en longueur du tir collectif vu en plan.

C'est autour du point d'impact moyen que les touchés sont les plus serrés. La densité du groupement des touchés diminue d'abord graduellement vers l'extérieur, puis plus rapidement jusqu'à ce qu'enfin les bords du graphique ne contiennent plus que quelques touchés isolés.

On cherche d'abord le point d'impact moyen, représenté par l'intersection de l'axe de symétrie vertical et de l'axe de symétrie horizontal, le nombre de touchés de chaque côté de chacun des deux axes doit être semblable.
Les bandes horizontale et verticale appelée, dispersion moyenne en hauteur et dispersion moyenne en largeur, contienne respectivement 50 % des coups. La dispersion moyenne sert d'échelle pour l'évaluation de la précision d'une arme ou d'un tireur.
La dispersion en longueur est d'autant plus grande que la dispersion en hauteur est plus grande et que l'angle de chute est plus petit. Si la dispersion en hauteur et l'angle de chute restaient proportionnels aux différentes distances, la dispersion en longueur resterait la même pour toutes ces distances.

La dispersion du tir collectif de subdivision.
La dispersion du tir collectif dépend:
- du degré d'instruction des hommes pour le tir.
- de la discipline de la troupe.
- de l'état physique et moral des hommes et  de l'influence des chefs.
- de la position du tireur et de l'espace dont il dispose (ligne de tirailleurs desserrée ou serrée).
- de la grandeur et de la visibilité du but.
- de la vitesse du feu.

La partie intérieure de la gerbe qui contient environ le 70 % des projectiles peut être considérée comme efficace; on la nomme le « noyau de la gerbe ». Les zones extérieures, environ de moitié moins longues, qui contiennent chacune environ le 13 % des coups, se nomment « gerbes annexes » et l'on n'en tient en général pas compte.
La gerbe d'une subdivision diminuant de densité vers les extrémités, comme c'est le cas pour le fusil isolé, il faut chercher à porter dans le but la partie la plus compacte de cette gerbe.
La diminution de la dispersion en longueur à mesure que la distance augmentée explique par le fait que la dispersion en hauteur croît moins rapidement que l'angle de chute. 
La dispersion en largeur du noyau de la gerbe, dirigée contre des buts étroits, peut être évaluée, à 4 ‰ de la distance. 

## Nouvelle méthodologie

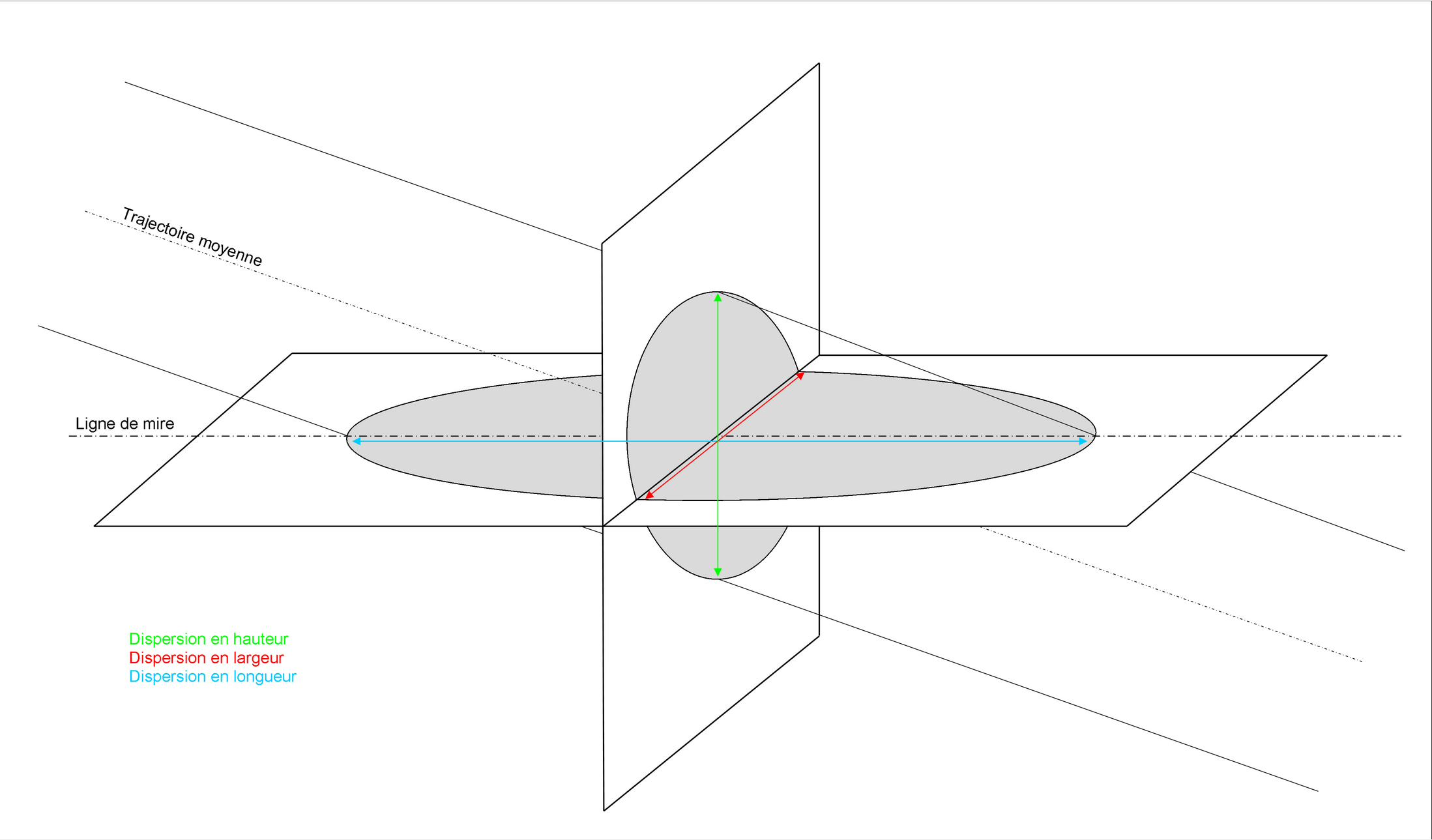
Dispersion en hauteur, largeur et longueur.

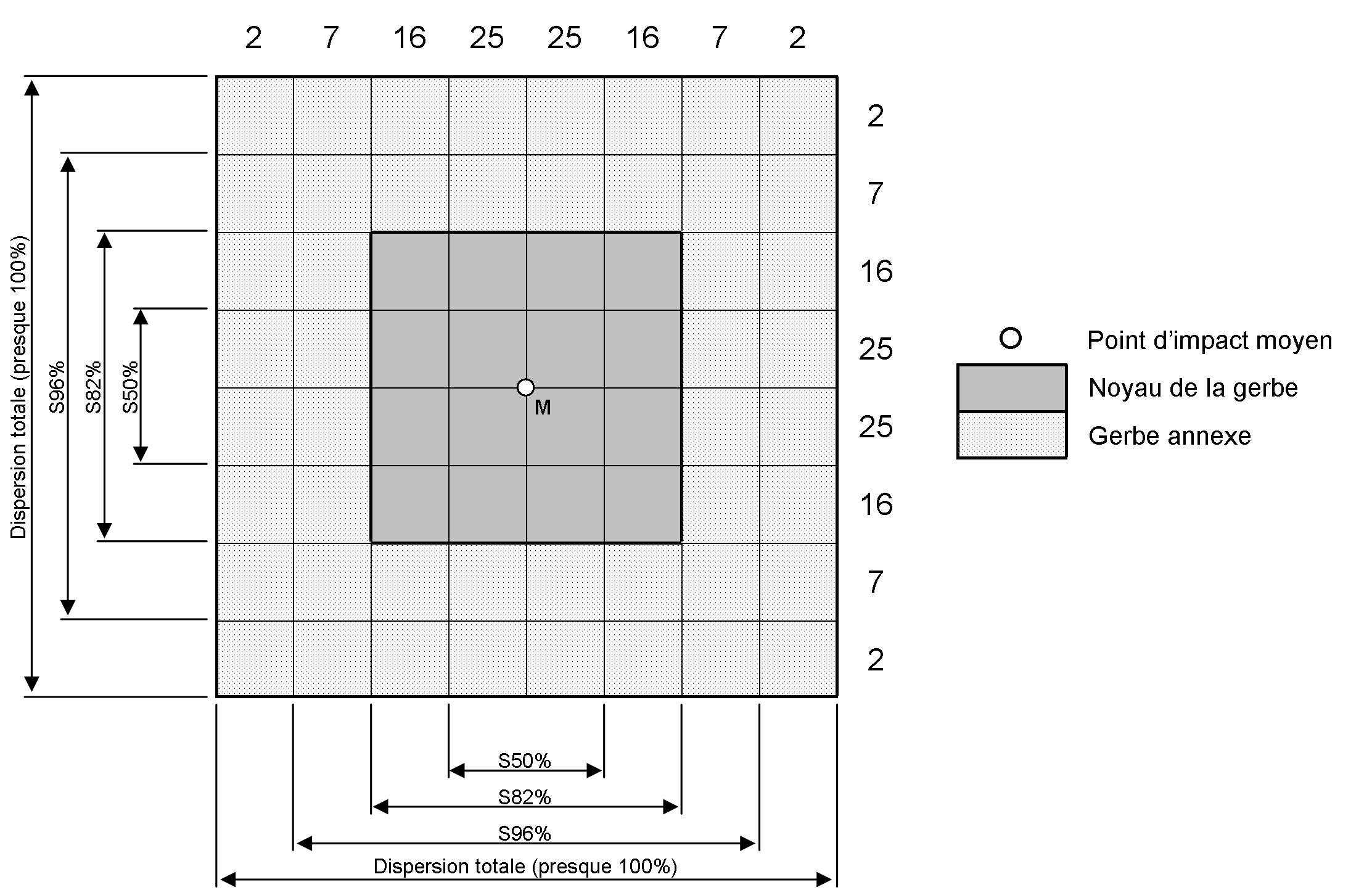
Répartition idéale du groupement des touchés

On cherche d'abord le point d'impact moyen, représenté par l'intersection de l'axe de symétrie vertical et de l'axe de symétrie horizontal, le nombre de touchés de chaque côté de chacun des deux axes doit être semblable.
À partir des axes de symétrie, on compte aussi bien dans le sens de la largeur que dans celui de la hauteur, 25 % des touchés. Au cas où les bandes ainsi déterminées ne seraient pas égales, on adoptera une hauteur ou une largeur moyenne.
La hauteur et la largeur de ces bandes sont reportées quatre fois de part et d'autre des deux axes de symétrie.
On opère de même façon sur le plan perpendiculaire.
En tirant un très grand nombre de coups, on obtient une répartition très proche de la répartition idéale. 
- Noyau de la gerbe

On admet pour le calcul pratique que les coups sont régulièrement répartis dans le noyau de la gerbe.
Ce noyau est la partie vraiment efficace de la gerbe.
- Gerbe annexe

N'entre pas en considération pour le calcul pratique.
La dispersion augmente avec le temps de vol des projectiles et la gerbe s'ouvre.
La dispersion en largeur croît proportionnellement au temps de vol.
La dispersion en hauteur croît plus rapidement que la dispersion en largeur.

## Notions relatives au groupement des touchés
Dispersion du 50 %

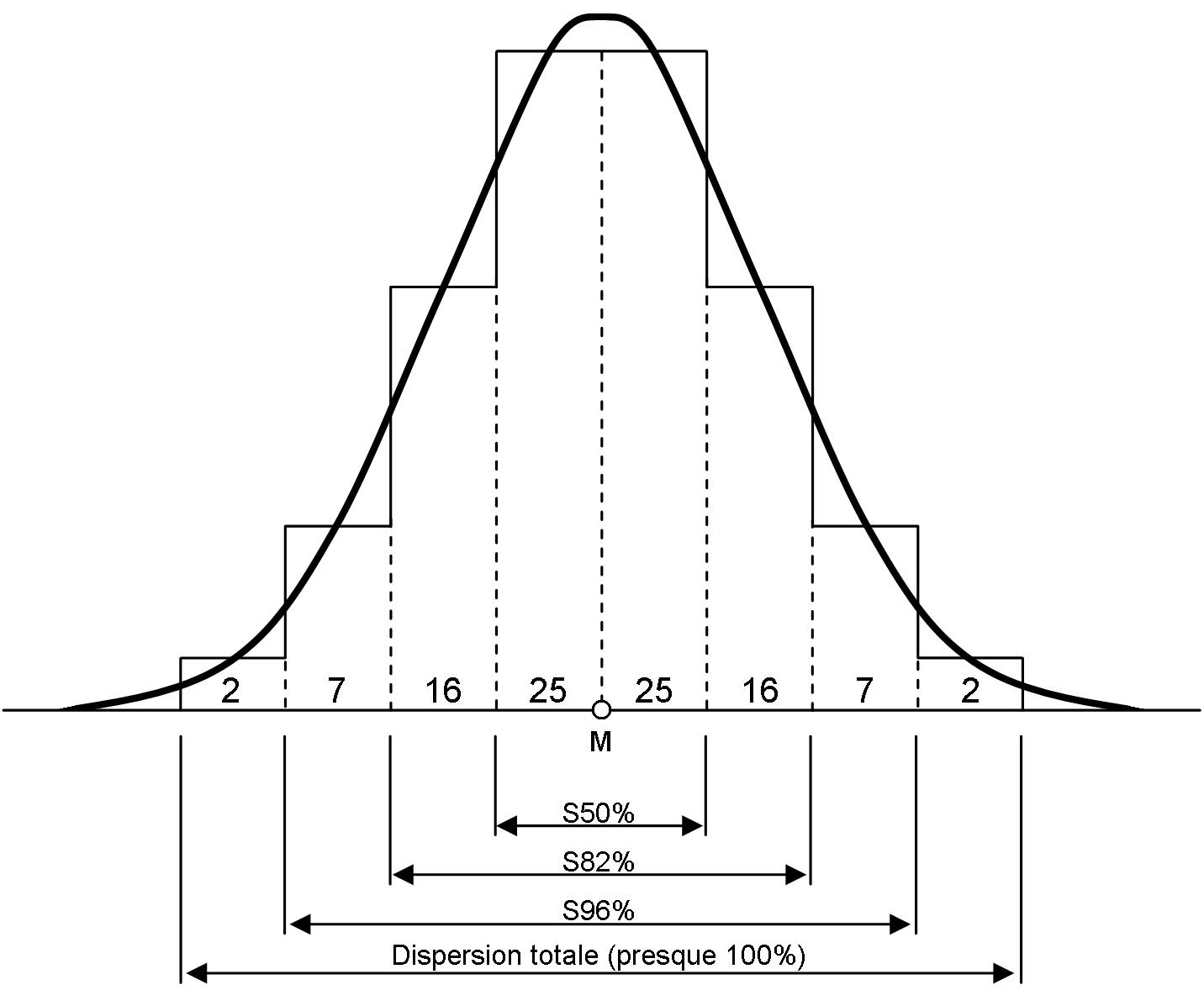
Courbe de répartition des touchés

Les bandes situées immédiatement à gauche et à droite, au-dessus ou en dessous des axes de symétrie et qui contiennent ensemble 50 % de tous les coups.
Dispersion du 82 % (Noyau de la gerbe)
Les quatre bandes centrales contenant 82 % de tous les coups (2 × 25 % + 2 × 16 %) et dont la dimension totale est égale au double de celle de la dispersion de 50 %.
Dispersion du 96 %
Les six bandes centrales contenant le 96 % de tous les coups et dont la dimension totale est égale au triple de celle de la dispersion du 50 %.
La dispersion totale
Etendue de la gerbe entière qui n'est utilisée dans le calcul pratique que pour définir le groupement des touchés.
On rencontre très rarement des coups en dehors de la dispersion totale obtenue en quadruplant la dispersion du 50 %.

Noyau de la gerbe
Partie centrale de la gerbe ayant en hauteur et en largeur les dimensions de la dispersion du 82 %. Il contient pour le feu fixe : 82 × 82 ÷ 100 = 67,24 % ou 2/3 de tous les coups.
On se sert comme base de calcul de la dispersion du 50 % et non celle du 100 %. Cette dernière, en effet, dépend beaucoup du nombre de coups tirés et subit fortement l'influence des coups extrêmes isolés.
Les données relatives à la dispersion (imputable à l'arme, à la munition et au tireur) et qui figurent dans les règlements d'armes, les tables de tir et les cartes de trajectoire, sont des valeurs moyennes et correspondent à la dispersion du 50 %. Pour calculer le noyau de la gerbe, il convient donc de multiplier ces données par 2.

NB :
- Dans l'ancienne méthodologie:

La dispersion du 50 % (dispersion moyenne) correspond à la moitié des coups de la dispersion totale.
Le noyau de la gerbe contient le 70 % des coups.
- Dans la nouvelle méthodologie:

La dispersion du 50 % correspond à la moitié du noyau de la gerbe.
Le noyau de la gerbe contient le 82 % des coups.

## Zone dangereuse de la gerbe

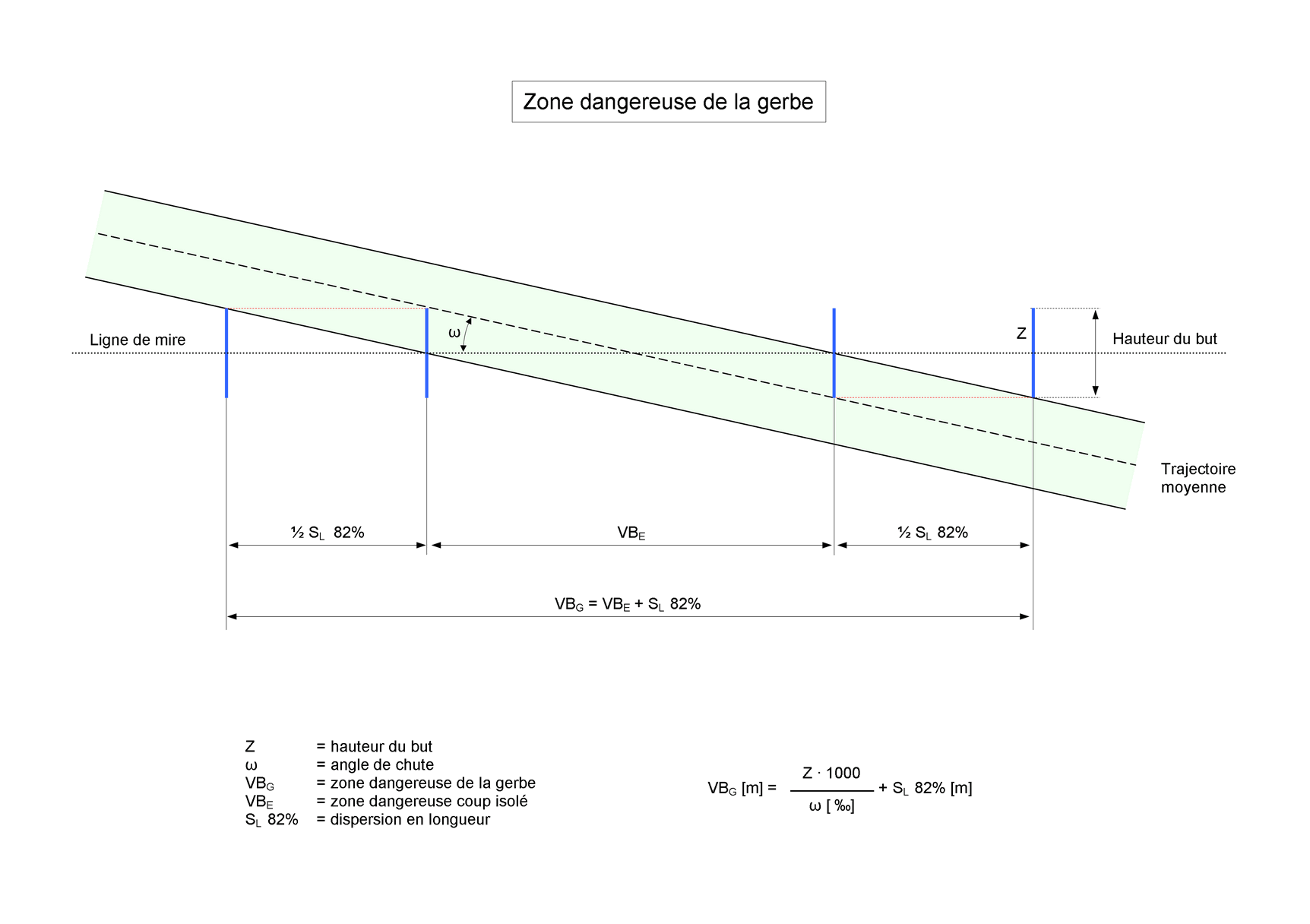
Zone dangereuse de la gerbe

La zone dangereuse est la portion de la ligne de mire à l'intérieur de laquelle un but d'une hauteur donnée peut encore être touché avec la même hausse et le même point à viser.
La portée maximale d'une arme au combat est principalement déterminée par la zone dangereuse. On peut allonger la zone dangereuse en augmentant la dispersion du noyau de la gerbe.